# St. Rosa
St. Rosa – miasto w Stanach Zjednoczonych, w stanie Minnesota, w hrabstwie Stearns.